# Бекназаров, Нурлан Кудиярович
Нурлан Кудиярович Бекназаров (каз. Нұрлан Құдиярұлы Бекназаров, род. 12 июня 1964 года, город Чимкент, Казахская ССР, СССР) — казахстанский государственный и общественный деятель, депутат Сената Парламента Республики Казахстан от города Шымкента (с 2018 года).

## Биография
Окончил Алма-Атинский народный сельскохозяйственный институт по специальности «инженер-экономист» в 1991 году, Южно-Казахстанский государственный университет имени М. О. Ауэзова по специальности «экономист-финансист».
1984—1992 гг. — методист, инженер, гл. инженер, заместитель директора, директор центрального стадиона им. Кажымукана г. Шымкент.
1992—1996 гг. — начальник областного управления по страхованию кредитов и инвестиции, первый заместитель генерального директора Южно-Казахстанской государственной страховой компании.
1996—2003 гг. — заместитель директора, вице-президент ЗАО «Сеним», ТОО «Санур», филиала АО «Трансойл».
1999—2018 гг. — избирался депутатом Шымкентского городского маслихата II, III, IV, V, VІ созывов. 2003—2011 гг. — председатель ревизионной комиссии Шымкентского городского маслихата двух созывов. 2011—2018 гг. — секретарь Шымкентского городского маслихата трёх созывов.
В 2018 и 2023 годах дважды избирался депутатом Сената Парламента Республики Казахстан от города Шымкента.
Председатель Комитета по конституционному законодательству, судебной системе и правоохранительным органам

## Награды
- 2021 (2 декабря) — Орден «Парасат»;
- Орден Республики Казахстан «Құрмет».
- Юбилейная медаль «Қазақстан Республикасының Конституциясына 10 жыл».
- Юбилейная медаль «Астанаға 20 жыл».
- Юбилейная медаль «Қазақстан Республикасының тәуелсіздігіне 20 жыл».
- Юбилейная медаль «Астанаға 10 жыл».
- Юбилейная медаль «Қазақстан Республикасының мәслихаттарына 20 жыл».
- Юбилейная медаль «Қазақстан Республикасының Конституциясына 20 жыл».
- Юбилейная медаль «Қазақстан Республикасының мәслихаттарына 25 жыл».
- Юбилейная медаль «Қазақстан Республикасының тәуелсіздігіне 25 жыл».
- «Почетная грамота» Межпарламентской ассамблеи Содружества Независимых Государств.
- Юбилейная медаль «Қазақстан Республикасының Конституциясына 25 жыл».
- Медаль «За вклад в развитие системы органов юстиции».
- Медаль «За вклад в развитие фельдъегерской связи».
- Юбилейная медаль «Қазақстан Республикасының тәуелсіздігіне 30 жыл».
- Юбилейная медаль «100 лет Министерству финансов Республики Казахстан».
- Медаль Министерства внутренних дел «За вклад в обеспечение правопорядка».
- «Қазақстан Республикасы мәслихаттарының құрметті депутаты».
- «Почетный гражданин города Шымкент».
- «Почетный юрист Республики Казахстан».
- Почётная грамота Совета Межпарламентской Ассамблеи государств — участников Содружества Независимых Государств (21 ноября 2019 года, Межпарламентская ассамблея СНГ) — за активное участие в деятельности Межпарламентской Ассамблеи и её органов, вклад в укрепление дружбы между народами государств — участников Содружества Независимых Государств[3].